# Томас Маркес
Тома́с Ноель Марке́с Морера (ісп. Tomás Noël Marqués Morera; нар. 30 жовтня 2006) — іспанський футболіст, півзахисник юнацької команди клубу «Барселона».

## Клубна кар'єра
Займався футболом в системі «Європа», звідки 2015 року перейшов до академії «Барселони». Сезон 2023–24 на правах оренди провів за команду «Дамм».
В сезоні 2024–25 з молодіжною командою «Барселони» (до 19 років) став переможцем Юнацької ліги УЄФА. 22 квітня 2025 року продовжив контракт з «Барселоною» до літа 2028 року. Влітку 2025 року стане гравцем резервної команди «Барселона Б».

## Кар'єра в збірній
Виступав за збірну Іспанії до 19 років. В червні 2025 року потрапив в заявку збірної до 19 років на юнацький чемпіонат Європи в Румунії. На турнірі провів три матчі, відзначившись голом проти збірної Німеччини, а його команда дійшла до фіналу, де поступилась нідерландцям.

## Досягнення
«Барселона» (мол.)
- Переможець Юнацької ліги УЄФА: 2024–25[11]